# يليزافيتا فاسيليفنا هوليفيتش
يليزافيتا فاسيليفنا هوليفيتش (بالأوكرانية: Yelyzaveta Vasylivna Hulevych،بالإنجليزية: Yelyzaveta Vasylivna Hulevych، بالبولندية: Halszka (Halżbieta) Hulewicz)، المعروفة باسم   هالشكا هوليفيتشيفنا (بالإنجليزية: Halshka Hulevychivna، بالروسية: Галшка Гулевичевна) (حوالي 1575 أو 1577 - 1642، لوتسك) كانت امرأة نبيلة أوكرانية وفاعلة خير. كما أورثت بعض الأموال لإخوانية لوتسك. اهتمت بتنمية الروحانية والتنوير. إنها قديسة أرثوذكسية.

## السيرة الذاتية
جاءت هالشكا هوليفيتشيفنا من عائلة هوليفيتش النبيلة، والمعروفة منذ القرن الخامس عشر، والتي شغل ممثلوها مناصب مختلفة في فولينيا وأراضي أخرى في الكومنولث البولندي الليتواني. وصلت العائلة إلى مناصب عالية في الكنيسة وامتلكت العديد من المستوطنات. من المحتمل أن أصلهم من غاليسيا.
كان جد هالشكا هوليفيتشيفنا، أسقفًا أرثوذكسيًا في لوتسك وأوستروه، وكان له خمسة أبناء، أحدهم هو والد هالشكا. من المحتمل أن هالشكا ولدت في قرية زاتورتسي في فولينيا، والتي كانت ملكًا لوالدها، في سبعينيات القرن السادس عشر.